# Рыболовный кружок
Рыбалка рыболовными кружками впервые упоминаются Сабанеевым. Кружок — плавучая рыболовная снасть для ловли хищной рыбы. В качестве насадки используются живец малоценных пород, например, ротан.
Кружки состоят из диска диаметром 120—200 мм и толщиной 20—30 мм с желобком для лески, выполненные из лёгких пород дерева или пенопласта. Могут иметь прямоугольную или квадратную форму.
Кружки устанавливаются с лодки в местах, наиболее часто посещаемые хищными видами рыб — близ коряг, по кромке травы, на свалах и бровках.
Классический рыболовный кружок представляет собой деревянный диск диаметром около 180 мм, толщиной 25 мм с отверстием в центре диаметром 20 мм. По периметру диска имеется желобок шириной 15 мм для укладки лески.
В отверстие кружка вставляется деревянный стержень с прорезью — антенна, которая служит для насторожки кружка. Верхнюю часть кружка традиционно окрашивают в красный цвет, нижнюю в белый.
При перевертке кружка леска свободно сматывается с кружка, не настораживая хищника.
Кружки обычно оснащаются 10 м лески диаметром 0.5 мм, к которой крепят стальной поводок длиною 30 см с тройником. Использовать леску или плетёнку диаметром менее 0,5 мм нежелательно, тонкой леской легко порезать ладонь при вываживании крупной рыбы.